# Naji Heneine
Naji Heneine (arab. ‏ناجي حنينة‎; ur. 22 lipca 1961) – libański narciarz alpejski, uczestnik Zimowych Igrzysk Olimpijskich 1980 w Lake Placid.
Najlepszym wynikiem Heneine na zimowych igrzyskach olimpijskich jest 35. miejsce podczas igrzysk w Lake Placid w slalomie w 1980 roku.
Heneine nigdy nie wziął udziału w mistrzostwach świata.
Heneine nigdy nie wystartował w zawodach Pucharu Świata.

## Osiągnięcia

### Zimowe igrzyska olimpijskie
| Igrzyska         | Konkurencja   | Czas    | Wynik | Zwycięzca        |
| ---------------- | ------------- | ------- | ----- | ---------------- |
| Lake Placid 1980 | Slalom gigant | 3:37.47 | 53.   | Ingemar Stenmark |
| Lake Placid 1980 | Slalom        | 2:26.39 | 35.   | Ingemar Stenmark |